# Rheum przewalskyi
Rheum przewalskyi är en slideväxtart som beskrevs av Los.-losinsk.. Rheum przewalskyi ingår i släktet rabarbersläktet, och familjen slideväxter. Inga underarter finns listade i Catalogue of Life.